# Chorągiew kozacka Pawła Działyńskiego
Chorągiew kozacka Pawła Działyńskiego – chorągiew jazdy kozackiej I połowy XVII wieku, okresu wojen Rzeczypospolitej ze Szwedami i Moskwą.
Szefem tej chorągwi był starosta bratiański Paweł Działyński. Żołnierze chorągwi wzięli udział w wojnie polsko-szwedzkiej 1626-1629.